# Municipio de Portage (Dakota del Sur)
El municipio de Portage (en inglés: Portage Township) es un municipio ubicado en el condado de Brown en el estado estadounidense de Dakota del Sur. En el año 2010 tenía una población de 58 habitantes y una densidad poblacional de 0,63 personas por km².

## Geografía
El municipio de Portage se encuentra ubicado en las coordenadas 45°53′9″N 98°1′50″O / 45.88583, -98.03056. Según la Oficina del Censo de los Estados Unidos, el municipio tiene una superficie total de 92.63 km², de la cual 92,38 km² corresponden a tierra firme y (0,27 %) 0,25 km² es agua.

## Demografía
Según el censo de 2010, había 58 personas residiendo en el municipio de Portage. La densidad de población era de 0,63 hab./km². De los 58 habitantes, el municipio de Portage estaba compuesto por el 100 % blancos. Del total de la población el 0 % eran hispanos o latinos de cualquier raza.